# Mara Rekar
Mara Rekar, slovenska smučarska tekačica, * 8. maj 1937, Mojstrana.
Rekarjeva je bila članica reprezentance FLRJ na Zimskih olimpijskih igrah 1956 v Cortini d'Ampezzo. Nastopila je v teku na 10 kilometrov, kjer je osvojila 33. mesto.